# Sofía Aispurúa
Sofía Aispurúa (Buenos Aires, 18 febbraio 1995) è una cestista argentina con cittadinanza italiana.

## Biografia
È figlia dell'allenatore ed ex cestista della nazionale argentina Sergio Aispurúa e sorella della pallavolista Natalia Aispurúa.

## Carriera

### Club
Approda in Italia nel 2020 con il Thunder Matelica in Serie B.
Con la squadra marchigiana conquista la promozione in Serie A2.
Nella stagione 2022-23 rimane in categoria, venendo ingaggiata dal S. Salv. Selargius.

### Nazionale
Con l'Argentina ha disputato due edizioni dei Campionati americani (2017, 2019).